# The Creature Wasn't Nice
Pour plus de détails, voir Fiche technique et Distribution.
The Creature Wasn't Nice (aussi connu sous les titres Naked Space et Spaceship mais nullement sous un titre en français) est un film américain écrit et réalisé par Bruce Kimmel, sorti en 1983. 
Ce film est une parodie des films de science-fiction. Il s'agit d'un film à petit budget mais cela n'est pas un handicap dans ce film qui ne cherche pas la crédibilité mais cultive la dérision : les personnages masculins, au lieu d'être forts et virils, s'avèrent lâches et pleutres, l'ordinateur de bord se moque perpétuellement de l'équipage, l'extra-terrestre exprime son envie de manger l'équipage en chantant comme un crooner, les deux membres survivants arrivent à l'éjecter dans l'espace en le distrayant avec un numéro de comédie musicale... 
L'histoire n'est qu'un prétexte à des détournements de scènes classiques pour le genre et se résume ainsi : l'équipage du vaisseau Vertigo débarque sur une planète inconnue et en ramène un extra-terrestre qui se présente sous la forme d'un morceau de matière visqueuse qui se développe une fois à bord et cherche à dévorer les membres de l'équipage. Un thème assez peu fréquent dans les films de science-fiction est développé dans ce film : la difficulté pour une femme constituant l'unique membre féminin d'un équipage spatial de gérer un harcèlement sexuel (on notera qu'elle se retrouve fortuitement seule survivante avec l'homme le moins viril de l'équipage).

## Fiche technique
genre : Science-fiction

## Distribution
- Leslie Nielsen : Captain Jamieson
- Cindy Williams : Annie McHugh
- Bruce Kimmel : John
- Gerrit Graham : Rodzinski
- Patrick Macnee : Dr. Stark
- Ron Kurowski : The Creature
- Paul Brinegar : Clint Eastwood/Dirty Harry
- Broderick Crawford : Voice of Max the Computer (non crédité)